# Мілковул
Мілковул (рум. Milcovul) — село у повіті Вранча в Румунії. Входить до складу комуни Мілковул.
Село розташоване на відстані 162 км на північний схід від Бухареста, 8 км на південний схід від Фокшан, 64 км на захід від Галаца, 128 км на схід від Брашова.

## Населення
За даними перепису населення 2002 року у селі проживали 2422 особи, усі — румуни. Усі жителі села рідною мовою назвали румунську.